# Sven Hjertsson
Sven Hjertsson, född 7 mars 1924, död 9 november 1999, fotbollsspelare, centerhalvback, fyrfaldig svensk mästare för Malmö FF, 13 gånger landslagsman.
Hjertsson tillhörde den MFF-uppställning, som är lagets mest framgångsrika genom tiderna och som 1949-1951 i obruten följd spelade 49 allsvenska matcher utan förlust. Endast två spelare deltog i samtliga dessa matcher, Sven Hjertsson och Egon Jönsson.

## Karriär

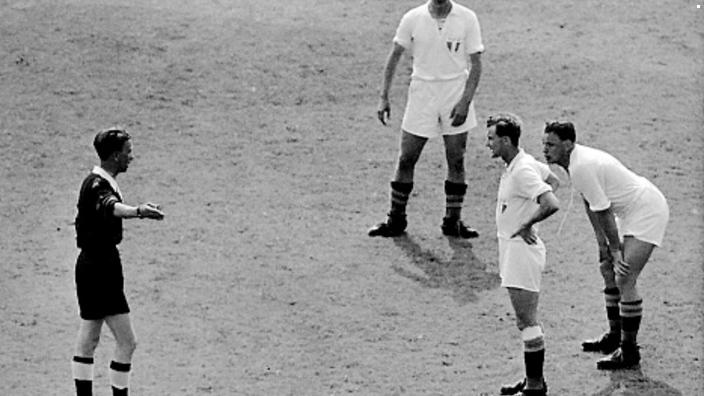
Sven Hjertsson, hukande bakom klubbkamraten Arthur Bergqvist, visas av planen i matchen mot Djurgårdens IF den 30 maj 1954.

Sven Hjertsson debuterade i Malmö FF 1942 och spelade 319 matcher för laget fram till 1954.
Han hade en utomordentlig känsla för taktik och strategi, vilket tillsammans med hans kraftfulla och energiska spel fick honom att framstå som en lagets obestridliga fältherre. Med sin starka fysik och sitt hårda spel ingöt han respekt hos motståndarna. Han var temperamentsfull och kommenterade ofta händelserna på planen.
Den 30 maj 1954 spelade Sven Hjertsson sin sista match för Malmö FF. I spelsäsongens sista omgång mötte man Djurgårdens IF på Stockholms Stadion. Sven Hjertsson hade i första halvlek blivit varnad två gånger av domaren, Sigvard Hellström, för protest mot domslut. När i andra halvlek Sigvard Parling i misstänkt offsideläge gjorde 3-0 för DIF, vände sig Sven Hjertsson till rättsskiparen med kommentaren: "Har du blivit blind?".
Anmärkningen resulterade i utvisning och då någon sådan inte hade utdömts i Allsvenskan under de senaste tjugo åren, väckte händelsen stor uppmärksamhet. Hjertsson vägrade dessutom att lämna planen och fick hämtas av sin lagledare Eric Persson. Straffet blev tre månaders avstängning.
Sven Hjertsson hade två äldre bröder, som även dessa spelade i MFF under 1940- och 1950-talet, Arne Hjertsson och Kjell Hjertsson.